# Maximus Air Cargo
Maximus Air Cargo (arabisch ماکسیموس ایر کارگو) ist eine Frachtfluggesellschaft aus den Vereinigten Arabischen Emiraten mit Sitz in Abu Dhabi und Basis auf dem Flughafen Abu Dhabi.

## Geschichte
Maximus Air Cargo wurde 2005 gegründet und ist nach eigenen Angaben die größte reine Frachtfluggesellschaft im Nahen Osten. 2011 gründete sie die Tochtergesellschaft Maximus Airlines Ukraine mit gleichem Sitz in Abu Dhabi, aber mit ukrainischer Betriebslizenz. Im Juni 2013 entschloss sich Maximus Air, die Flotte der fünf Airbus A300-600-Frachtflugzeuge stillzulegen, da man diese nicht mehr wirtschaftlich betreiben konnte. Es wurden auch alle Verträge gekündigt, die mit diesem Flugzeugtyp realisiert wurden. Größtenteils waren diese Flugzeuge auf Frachtflügen für Etihad Crystal Cargo und DHL Aviation im Einsatz. Seitdem wird das operative Fluggeschäft ausschließlich über die Tochtergesellschaft Maximus Airlines Ukraine durchgeführt.

## Flugziele
Maximus Air Cargo bedient Ziele im Nahen Osten, in weiten Teilen Afrikas, sowie in Pakistan und im Irak.

## Flotte

### Aktuelle Flotte

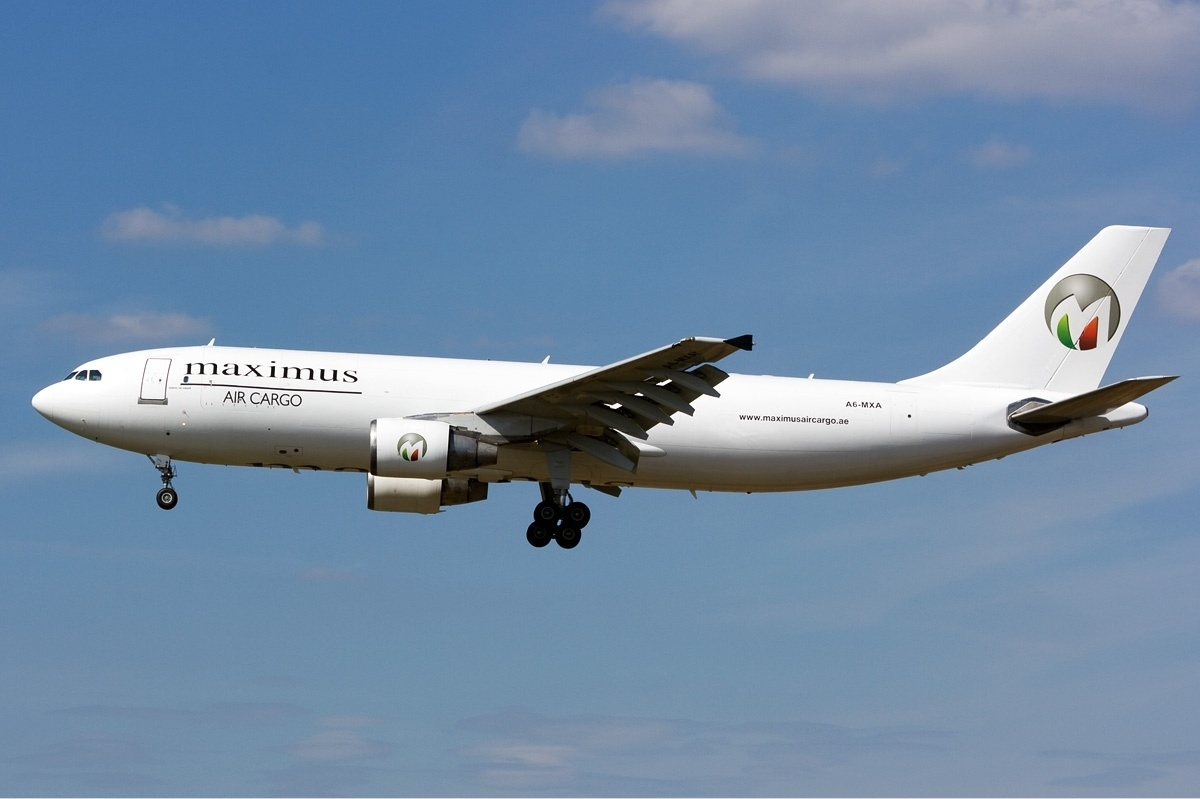
Airbus A300-600RF der Maximus Air Cargo, mittlerweile nicht mehr Teil der Flotte.

Mit Stand Oktober 2023 besteht die Flotte der Maximus Air Cargo und der Maximus Airlines Ukraine aus einem Frachtflugzeug:
| Flugzeugtyp    | Luftfahrzeugkennzeichen | Anmerkungen |
| -------------- | ----------------------- | ----------- |
| Antonow An-124 | UR-ZYD                  |             |

Maximus Air Cargo ist eine von weltweit drei zivilen Gesellschaften, welche die An-124 betreiben.

### Ehemalige Flugzeugtypen
- Airbus A300-600RF
- Iljuschin Il-76TD UR-BXQ
- Lockheed L-100-30 A6-MAX